# Parallelotop
Das Parallelotop beziehungsweise n-Parallelotop ist für {\displaystyle n\geq 3} eine Verallgemeinerung des Parallelepipeds in den n-dimensionalen Raum.
Das zweidimensionale Analogon des Parallelepipeds ist das Parallelogramm.

## Definition
Ein n-Parallelotop ist das Bild des Einheitswürfels unter einer affinen Abbildung. Der Einheitswürfel {\displaystyle I^{n}} ist eine Menge von Punkten, deren Koordinaten einen Wert zwischen 0 und 1 annehmen, das heißt 
{\displaystyle I^{n}:=\left\{(x_{1},\dots ,x_{n})\mid 0\leq x_{i}\leq 1\right\}\,.}
Das Parallelotop ist ein konvexes Polytop mit {\displaystyle 2^{n}} Ecken. Für {\displaystyle m<n} sind seine m-dimensionalen Seiten selbst m-dimensionale Parallelotope.

## Volumen
Eine affine Abbildung {\displaystyle f\colon \mathbb {R} ^{n}\to \mathbb {R} ^{n}} kann man schreiben als {\displaystyle f(x)=A\cdot x+t}, wobei {\displaystyle A} die Abbildungsmatrix und {\displaystyle t} die Verschiebung ist. Das Volumen des Einheitswürfels ist Eins. Um das Volumen des Parallelotops {\displaystyle P} zu ermitteln, muss also untersucht werden, wie stark die affine Abbildung das Volumen verändert. Da ein Volumen unabhängig von einer Verschiebung ist, steckt dieser Wert allein in der Abbildungsmatrix. Indem man die Determinante dieser Matrix berechnet, erhält man auch den Faktor {\displaystyle |\det(A)|}, um den sich das Volumen ändert. Die Striche {\displaystyle |\cdot |} bezeichnen hier den Betrag. Multipliziert man diesen Faktor mit dem Volumen des Einheitswürfels, so gilt trivialerweise {\displaystyle |\det(A)|\cdot 1=|\det(A)|}, daher gilt 
{\displaystyle \operatorname {vol} (P)=|\det(A)|},
wobei {\displaystyle A} die Abbildungsmatrix der affinen Abbildung ist, die das Parallelotop {\displaystyle P} definiert.

## In höherdimensionalen Räumen befindliche Parallelotope
Das Parallelotop kann über {\displaystyle f\colon \mathbb {R} ^{n}\to \mathbb {R} ^{m}}, {\displaystyle f(x):=Ax+t} mit {\displaystyle n\leq m} auch in einen höherdimensionalen Raum eingebettet sein. Ohne Beschränkung der Allgemeinheit darf wieder {\displaystyle t=0} gesetzt werden. Die Matrix {\displaystyle A\in \mathbb {R} ^{m\times n}} ist für {\displaystyle n<m} nicht mehr quadratisch, womit die Berechnung über die Determinante unmöglich erscheint. Jedoch lässt sich eine allgemeine Formel finden, welche die Formel für quadratische Matrizen als Spezialfall enthält.
Das äußere Produkt {\displaystyle \Lambda ^{n}\mathbb {R} ^{m}} ist ein Vektorraum, welcher sich mit einem kanonischen Skalarprodukt ausstatten lässt, indem
{\displaystyle \langle {\vec {v}}_{1}\wedge \ldots \wedge {\vec {v}}_{n},{\vec {w}}_{1}\wedge \ldots \wedge {\vec {w}}_{n}\rangle :=\det(\langle {\vec {v}}_{i},{\vec {w}}_{j}\rangle )}
für Blades definiert wird. Das Skalarprodukt von Multivektoren wird über die Bilinearität auf das von Blades zurückgeführt.
Wie bei jedem Skalarprodukt ist durch
{\displaystyle \|X\|:={\sqrt {\langle X,X\rangle }}}
eine Norm gegeben.
Das Volumen des von den Vektoren {\displaystyle {\vec {v}}_{1},\ldots ,{\vec {v}}_{n}} aufgespannten Parallelotops ist gerade die Norm des Blades, d. h.
{\displaystyle \operatorname {vol} (P)=\|{\vec {v}}_{1}\wedge \ldots \wedge {\vec {v}}_{n}\|={\sqrt {\det(\langle {\vec {v}}_{i},{\vec {v}}_{j}\rangle )}}.}
Gilt nun {\displaystyle {\vec {v}}_{k}=A{\vec {e}}_{k}}, wobei {\displaystyle ({\vec {e}}_{1},\ldots ,{\vec {e}}_{n})} die kanonische Basis ist, dann ergibt sich
{\displaystyle \operatorname {vol} (P)={\sqrt {\det(A^{T}A)}}.}
Man bezeichnet {\displaystyle \det(A^{T}A)} als gramsche Determinante zur Matrix {\displaystyle A}.
Hiermit lässt sich auch eine geometrische Überlegung zur linearen Abhängigkeit von {\displaystyle ({\vec {v}}_{1},\ldots ,{\vec {v}}_{n})} machen. Die Vektoren sind genau dann linear abhängig, wenn das Parallelotop flach zusammenfällt, wenn also {\displaystyle \operatorname {vol} (P)=0} gilt. Man stellt sich dazu am einfachsten zunächst den Fall {\displaystyle n=2} und {\displaystyle m=3} vor, bei dem ein Parallelogramm zu einer Strecke zusammenfällt.
Die lineare Abbildung {\displaystyle f(x)=Ax} ist also genau dann injektiv, wenn ihre gramsche Determinante nicht verschwindet, d. h. wenn {\displaystyle \det(A^{T}A)\neq 0} gilt. Nach der Äquivalenz von {\displaystyle X=0} und {\displaystyle \|X\|=0} ist die Abbildung auch genau dann injektiv, wenn das äußere Produkt der Spaltenvektoren von {\displaystyle A} nicht verschwindet, d. h.
{\displaystyle {\vec {v}}_{1}\wedge \ldots \wedge {\vec {v}}_{n}\neq 0.}